# Myersina nigrivirgata
Myersina nigrivirgata is een straalvinnige vissensoort uit de familie van grondels (Gobiidae). De wetenschappelijke naam van de soort is voor het eerst geldig gepubliceerd in 1983 door Akihito & Meguro.